# (Il cd del-)la Pina
(Il cd del-)la Pina, talvolta conosciuto anche più semplicemente come Il cd della Pina, è l'album di debutto della rapper italiana La Pina, pubblicato il 7 luglio 1995 dall'etichetta discografica PolyGram.

## Descrizione
La versione in MC dell'album è invece intitolata (La cassetta del-)la Pina, coerentemente con il formato.
Si tratta del primo lavoro della rapper in qualità di solista dopo diverse collaborazioni con il gruppo hip hop degli Otierre, nonché di uno dei rari esempi di disco rap italiano realizzato interamente da una donna negli anni novanta. Proprio questa tematica è affrontata da La Pina nella seconda traccia del disco, Fly Pina.
Tutti i brani sono stati scritti dalla stessa La Pina a parte alcune eccezioni che la vedono affiancata agli MC Esa (anche autore delle musiche) e Polare, entrambi membri del gruppo musicale rap varesino Otierre. Il disco è stato prodotto dagli Otierre e Roberto Vernetti.
Il disco vede la partecipazione nei cori di Kikke dei Casino Royale per Che caldo, delle Pine e di La Frà in Le mie amiche, estratta come singolo, di Giuliano Palma in Una storia che non c'era RMX '95, degli Otierre, Bassi Maestro e Tormento in Costa caro.
Dopo l'ultima traccia dell'album Entra aria, è presente una traccia fantasma senza titolo, con la base del brano Le mie amiche e una serie di messaggi lasciati dalle amiche alla rapper.

## Tracce
1. Intro – 1:07 (musica: Francesco Cellamaro)
2. Fly Pina – 3:48 (testo: Orsola Branzi – musica: Francesco Cellamaro)
3. Che caldo – 4:01 (testo: Orsola Branzi – musica: Francesco Cellamaro) – (feat. Kikke)
4. Io non ti ascolto – 3:45 (testo: Orsola Branzi – musica: Francesco Cellamaro)
5. Le mie amiche – 4:15 (testo: Orsola Branzi – musica: Francesco Cellamaro) – (feat. Dawn)
6. Sveglia – 4:11 (testo: Orsola Branzi, D.Macchi. Francesco Cellamaro – musica: Francesco Cellamaro) – (feat. Polare, Esa)
7. Ed è così – 3:43 (testo: Orsola Branzi – musica: Francesco Cellamaro)
8. Una storia che non c'era RMX '95 – 4:03 (testo: Orsola Branzi – musica: Francesco Cellamaro) – (feat. Giuliano)
9. Da nessuna parte... – 4:37 (testo: Orsola Branzi – musica: Francesco Cellamaro) – (feat. Polare)
10. Costa caro – 3:45 (testo: Orsola Branzi – musica: Francesco Cellamaro)
11. Entra aria – 9:36 (testo: Orsola Branzi – musica: Francesco Cellamaro) – (feat. Soul Boy)

Durata totale: 46:51